# 千嘉代子
千 嘉代子（せん かよこ、1897年〈明治30年〉10月6日 - 1980年〈昭和55年〉9月7日）は、日本の茶人。茶道裏千家家元の14代千宗室夫人。

## 経歴
宮城県仙台市に生まれる。旧姓は伊藤。
1915年（大正4年）東華高等女学校（現在の宮城県仙台二華中学校・高等学校）卒。
1917年（大正6年）、今日庵裏千家十四代家元千宗室（淡々斎宗室）と結婚。家元夫人として、茶道の普及発展とともに、国際茶道文化協会理事長などを務め、茶の湯の国際普及にも尽くした。また、文化活動にも尽力した。
今日庵理事、茶道裏千家淡交会名誉理事長、国際茶道文化協会理事長を歴任。

### 受賞・栄典
- 1958年10月（昭和33年）　紺綬褒章[1]
- 1967年10月（昭和42年）　藍綬褒章[1]
- 1968年11月（昭和43年）　京都市文化功労者[1]
- 1969年6月（昭和44年）　  仙台市名誉市民[1]
- 1970年11月（昭和45年）　勲四等瑞宝章[1]
- 1975年10月（昭和50年）　京都市名誉市民[1]
- 1978年5月（昭和53年）　  勲三等瑞宝章[1]
- 1980年9月（昭和55年）　  正五位[1]